# Batalla de les Malvines
|  | Aquest article fa referència a la batalla naval de la Primera Guerra Mundial. Per la guerra entre el Regne Unit i Argentina de l'any 1982 vegeu Guerra de les Malvines. |

La batalla de les Malvines va tenir lloc el 8 de desembre de 1914 prop de les illes Malvines i va suposar la destrucció de l'esquadra alemanya del pacífic comandada per l'almirall Maximilian von Spee. Aquesta fou una victòria decisiva per la Royal Navy, després de la vergonya que suposà la derrota de la batalla de Coronel.
L'esquadra alemanya estava formada per dos creuers cuirassats de la classe Scharnhorst, l'SMS Scharnhorst i l'SMS Gneisenau; i tres creuers lleugers: Nürnberg, Dresden i Leipzig; a més comptaven amb 3 vaixells auxiliars. El seu objectiu era atacar el port i base britànica de Stanley a les Illes Malvines.
L'esquadra britànica era notablement superior amb dos creuers de batalla: HMS Invincible i HMS Inflexible; tres creuers cuirassats: HMS Carnarvon, HMS Cornwall i HMS Kent; i dos creuers lleugers (arribats a port el dia abans): HMS Bristol i HMS Glasgow.

## Context
Els creuers de batalla britànics tenien un armament de 8 canons navals de 12 polzades (uns 305 mm) superior als 8 canons de 210 mm dels creuers cuirassats alemanys i als canons de menor calibre dels creuers lleugers. A més a més les naus de combat britàniques tenien una major velocitat, arribant als 25,5 nusos, en comparació amb els 22,5 de la flota alemanya. A banda de l'esquadra de combat els britànics havien situat el cuirassat obsolet HMS Canopus com a plataforma fixa d'artilleria ancorada a la badia de Stanley per defensar el port.